# Draja Mickaharic
Draja Mickaharic (in serbo Дража Микахарић?; 10 aprile 1912 – ...) è stato un esoterista e scrittore bosniaco naturalizzato statunitense.

## Biografia
Nato nella Bosnia rurale, il padre era un impiegato civile statale dell'Impero austro-ungarico. Il 12 maggio 1937 arrivò a New York e nel 1940 divenne cittadino statunitense; nei decenni ha studiato e scritto libri sull'occultismo, magia, hodoo, obeah, brujeria e sulle tradizioni popolari dell'Europa orientale. Nel 2002 si è trasferito a Filadelfia con un suo ex studente e nel 2012 è diventato centenario.

## Opere
- Spiritual Cleansing: Handbook of Psychic Protection (1985)
- Century of Spells (1985)
- Practice of Magic: An Introductory Guide to the Art (1995)
- Magic Simplified (2002)
- Mental Influence (2002)
- Magical Techniques (2002)
- More Magical Techniques (2003)
- A Spiritual Worker's Spell Book (2003)
- Magical Uses for Magnets (2004)
- Magical Practice: Applying Magical Training To Your Daily Life (2004)